# 袁光平
袁光平（1966年4月—），中华人民共和国政治人物，籍贯重庆。曾任中共三沙市委书记。现任海南省政协副主席。